# Ecclesia in Asia
Ecclesia in Asia é uma exortação apostólica emitida pelo Papa João Paulo II para servir de modelo para a expansão da fé católica na Ásia. Resume ideias e conclusões do Sínodo Especial Asiático realizado em Roma de 18 de abril a 14 de maio de 1998. Foi oficialmente promulgado por João Paulo II em Nova Deli, Índia, em 6 de novembro de 1999. 
O documento dizia que "assim como no primeiro milênio a Cruz foi plantada no solo da Europa, e no segundo no da América e da África, podemos rezar para que no Terceiro Milênio cristão se faça uma grande colheita de fé em este vasto e vital continente da Ásia” (EA 1) (JP II 1999:359).
A Exortação é composta por sete partes que tratam dos seguintes temas: o contexto asiático, Jesus como Salvador, o Espírito Santo como Senhor e doador da vida, o anúncio de Jesus na Ásia (com um enfoque inculturativo), comunhão e diálogo para a missão (com especial ênfase no diálogo ecumênico e inter-religioso), a serviço do desenvolvimento humano e dos cristãos como testemunhas do Evangelho.
O extenso documento conclui assim: "Os povos da Ásia precisam de Jesus Cristo e do seu Evangelho. A Ásia tem sede da água viva que só Jesus pode dar (cf. Jo 4, 10-15). Portanto, os discípulos de Cristo na Ásia devem ser incondicionais em seus esforços para cumprir a missão que receberam do Senhor, que prometeu estar com eles até o fim dos tempos (cf. Mt 28,20), confiando no Senhor que não falhará aos que chamou, a Igreja na Ásia faz com alegria o seu caminho de peregrinação rumo ao Terceiro Milênio". 